# Мануїльське
Мануї́льське (рос. Мануильское) — село у складі Красногорського району Алтайського краю, Росія. Входить до складу Новоталівської сільської ради.

## Населення
Населення — 216 осіб (2010; 242 у 2002).
Національний склад (станом на 2002 рік):
- росіяни — 94 %